# Синтия Вакарелийска
Синтия Вакарелийска (на английски: Cynthia Vakareliyska) (р. 1951 г.) е американска българистка и русистка. 

## Биография
Синтия Вакарелийска получава с отличие (magna cum laude) бакалавърска степен по русистика в Принстънския университет (1973), след което става доктор по право в Колумбийския университет (1976) и доктор по славянски езици и литератури в Харвард (1990). Работи като лектор в департамента по славянски езици и литератури към Харвардския университет (1985-1990) и като асистент по русистика в Джорджтаунския университет (1990-1994). Постъпва като асистент (1994-1997) и доцент (1997-1998) по славянско езикознание, а след това доцент (1998-2008) и професор (2008-) по общо езикознание в университета на Орегон. 
Президент в течение на три мандата на Асоциацията по българистика в САЩ (на английски: Bulgarian Studies Association) (1997-1999, 1999-2001, 2009–2012).

### Монографии
- Action heroes: The English N[N] construction across the South Slavic languages. 2012 Kenneth E. Naylor Memorial Lecture in South Slavic Linguistics. Columbus: The Ohio State University Press, 2013.
- The Curzon Gospel. Vol. I: An Annotated Edition (961 pp.), vol. II: A Linguistic and Textual Introduction (316 pp.), Oxford: Oxford University Press, 2008.[1]
- Българо-американски диалози. Анисава Милтенова и Синтия Вакарелийска ред. София: Акад. изд. Проф. Марин Дринов, 2010 ISBN 978-954-322-383-1